# Magdalena Schwarz
Magdalena Schwarz (* 9. September 1900 in Berlin; † 19. Januar 1971 in München) war eine deutsche Ärztin und Verfolgte des Nationalsozialismus.

## Leben
Magdalena Schwarz war jüdischer Abstammung und vor dem Zweiten Weltkrieg als Ärztin in München tätig. In der Zeit des Nationalsozialismus wurde ihr im Sommer 1938 auf der Grundlage des Reichsbürgergesetzes als Jüdin die Approbation entzogen. Nach einer etwa halbjährigen Haftstrafe im Münchener Gestapo-Gefängnis wegen „Rassenschande“ wurde sie von 1940 an als so genannte Krankenbehandlerin für Münchener Juden eingesetzt, die auf ihre Deportation warten mussten. Unter anderem arbeitete Schwarz im Israelitischen Krankenheim und versorgte die in das Judenlager Milbertshofen und das Sammellager Berg am Laim zwangseingewiesenen und dort „zusammengepferchten“ jüdischen Bürger aus München. Die Wege legte sie mit dem Fahrrad zurück, da Juden die Benutzung öffentlicher Verkehrsmittel verboten war.
Kurz vor ihrer eigenen Deportation nach Theresienstadt am 23. Februar 1945 gelang es ihr unterzutauchen. Sie wurde von einem Kollegen in der geschlossenen Abteilung im Krankenhaus Schwabing „versteckt“.
Nach Kriegsende war Schwarz bis kurz vor ihrem Tod wieder als Ärztin in München tätig. Sie war verheiratet und hatte eine Tochter.

## Aufarbeitung und Gedenken
Das Schicksal von Magdalena Schwarz war Thema historischer Forschung und fand Aufnahme in mehrere Dokumentationen über Münchener Ärzte während der Zeit des Nationalsozialismus.
Die Lebensgeschichte von Magdalena Schwarz und ihre Verfolgung durch die Nationalsozialisten wurde im Rahmen der Wanderausstellung „70. Jahrestag Approbationsentzug jüdischer Ärztinnen und Ärzte“ neben den Porträts von drei Münchener Ärzten dargestellt. Die von dem Ehepaar Ursula und Hansjörg Ebell konzipierte und von dem Künstler Tobias Wittenborn gestaltete Ausstellung baut auf verschiedenen Dokumentationen über Münchener Ärzte auf und wurde seit 2008 unter anderem mehrmals an verschiedenen Ausstellungsorten in München sowie in Ansbach, Lindau und Nürnberg gezeigt.
Anlässlich der Ausstellungseröffnung im Juli 2008 in München wies der Vorstandsvorsitzende der Kassenzahnärztlichen Vereinigung Bayerns, Janusz Rat, darauf hin, „dass sich die deutsche Ärzteschaft weit mehr als die Durchschnittsbevölkerung nationalsozialistisch organisiert hatte“, und zitierte eine Aussage des ehemaligen Präsidenten der Bundesärztekammer Karsten Vilmar: „Führende Vertreter der Ärzteschaft haben sich aktiv an der Vertreibung ihrer jüdischen Kollegen und Kolleginnen beteiligt.“ Die inzwischen erweiterte Ausstellung dokumentiert anhand von wenigen exemplarischen Einzelschicksalen jüdischer Ärztinnen und Ärzte aus München, Nürnberg und Fürth – darunter Magdalena Schwarz –, wie durch die Verordnungen und Gesetze der Nationalsozialisten Lebensgeschichten zerstört wurden. Neben anderen ärztlichen und zahnärztlichen Vereinigungen wird die Ausstellung auch von der Kassenärztlichen Vereinigung Bayerns unterstützt; deren Vorstandsvorsitzender Axel Munte hob hervor, dass durch die in den Mittelpunkt gestellten Einzelschicksale „Geschichte auch für jüngere Menschen greifbar gemacht“ werde.
Ehrung
2004 wurde im Münchener Stadtbezirk Trudering-Riem eine Neubaustraße nach Magdalena Schwarz benannt.